# Longibrachium longipes
Longibrachium longipes är en ringmaskart som beskrevs av Paxton 1986. Longibrachium longipes ingår i släktet Longibrachium och familjen Onuphidae. Inga underarter finns listade i Catalogue of Life.